# Leo van Gansewinkel
Laurentius Godefridus Mathijs (Leo) van Gansewinkel (Maarheeze, 3 oktober 1938 – Luzern, 12 februari 2019) was een Nederlands zakenman en multimiljonair.
Van Gansewinkel was een zoon van Piet van Gansewinkel die het transportbedrijf oprichtte dat hij later zou leiden. Hij begon in 1964 met het inzamelen van afval bij Philips in Maarheeze met een tweedehands Bedford-vuilniswagen vanuit het transportbedrijf van zijn vader. Hij breidde zijn activiteiten vervolgens uit door het ophalen van huisafval van gemeenten over te nemen. Hiermee was hij de eerste grote particuliere afvalvervoerder. In de loop van de jaren groeide zijn bedrijf uit tot de Van Gansewinkel Groep, werd het actief in meerdere landen in Europa en was het de grootste afvalverzamelaar van de Benelux.
In 2002 trad Van Gansewinkel terug als directeur ten faveure van Ruud Sondag. In 2007, vlak voor de kredietcrisis van 2008, verkocht hij zijn resterende aandelen in het bedrijf, dat inmiddels zo'n 4000 werknemers telde en een omzet van 620 miljoen euro had, voor naar schatting 800 miljoen euro aan investeerders. Hij bezette vervolgens jarenlang een hoge positie als een van de rijkste Nederlanders in de Quote 500 met in 2013 een geschat vermogen van € 420 miljoen.
Van Gansewinkel kwam meermalen in het nieuws vanwege zijn vastgoed en interesse voor de sport. Zo bezat hij een landgoed in Budel dat jarenlang te koop stond en was hij eigenaar van een waterburcht in Gestel. Hij sponsorde jarenlang de wielerkoers de Mijl van Mares in zijn geboortestreek. Ook had hij een voorliefde voor de autosport, waar hij zich op latere leeftijd op stortte: hij nam deel aan de Ronde om de Zuiderzee-rally en reed mee in Luik-Rome-Luik.
In 2014 kwam de gepensioneerde zakenman in opspraak vanwege een inval door de FIOD bij zijn landgoed in Budel, waarbij meerdere auto's in beslag werden genomen, en in Luxemburg en Zwitserland. Hij zou volgens het Openbaar Ministerie onterecht geen aangifte hebben gedaan tussen 2009 en 2013, een zaak die uiteindelijk in 2016 geseponeerd werd.
Leo van Gansewinkel was de vader van Rob van Gansewinkel, die in 2014 terugkeerde via het familiebedrijf in de afvalsector als concurrent van het voormalige familiebedrijf. Na de verkoop van het bedrijf in 2007 verhuisde hij naar een villa in Meggen in Zwitserland.
In 2019 overleed hij na enkele maanden gezondheidsklachten op 80-jarige leeftijd in Luzern.